# Athlitiki Enosis Lemesou
L'Athlitiki Enosis Lemesou, conegut com a AEL Limassol, (en grec modern Αθλητική Ένωσις Λεμεσού - ΑΕΛ, en català Unió Atlètica de Limassol) és un club de futbol xipriota de la ciutat de Limassol.
A més del futbol té seccions de basquetbol, voleibol, handbol, bowling i ciclisme.

## Història
L'AEL FC es fundà el 1930 i fou membre fundador de l'Associació Xipriota de Futbol. El club participà sempre a primera divisió excepte la temporada 1996-97.

## Estadi
L'AEL FC juga els seus partits a l'estadi Tsirion, també conegut com a Estadi Olympia (G.S.O). El comparteix amb l'Apollon Limassol i l'Aris Limassol. L'estadi fou construït el 1975 i porta el nom del filantrop Petros Tsiros.

## Palmarès
- Lliga xipriota de futbol (5): 1941, 1953, 1955, 1956, 1968
- Copa xipriota de futbol (6): 1939, 1940, 1948, 1985, 1987, 1989
- Supercopa xipriota de futbol (3): 1953, 1968, 1985
- Copa K.A. Severi Cup (3): 1953, 1955, 1956

## Secció de basquetbol
L'equip masculí es creà el 1966 i actualment s'anomena Proteas EKA AEL. Juga al pavelló Melford Arena. L'equip femení s'anomena KV Imperial AEL.

### Palmarès
- Lliga xipriota masculina (13): 1974, 1978, 1980, 1982, 1983, 1985, 1987, 1988, 2003, 2004, 2005, 2006, 2007
- Copa xipriota masculina (8): 1978, 1980, 1981, 1982, 1983, 1985, 2004, 2008
- Supercopa xipriota masculina (7): 1985, 1988, 2003, 2005, 2006, 2007, 2008
- Lliga xipriota femenina (6): 1993, 1997, 1998, 2003, 2006, 2007, 2008
- Copa xipriota femenina (6): 1993, 1995, 1996, 1997, 1998, 2006, 2008
- Supercopa xipriota femenina (3): 1998, 2006, 2007

## Secció de voleibol
L'equip femení es creà el 1976 i s'anomena Tranbunker Danoi AEL. Juga al pavelló Nicos Solomonidis. Fou membre fundador de la Federació de Voleibol de Xipre.

### Palmarès
- Lliga xipriota femenina (27): 1977, 1978, 1979, 1980, 1981, 1982, 1983, 1984, 1985, 1986, 1987, 1988, 1989, 1990, 1991, 1993, 1994, 1995, 1996, 1997, 1998, 1999, 2000, 2001, 2002, 2005, 2006
- Copa xipriota femenina (27): 1978, 1980, 1981, 1982, 1983, 1984, 1985, 1986, 1987, 1988, 1989, 1990, 1991, 1992, 1993, 1994, 1995, 1996, 1997, 1998, 1999, 2000, 2001, 2002, 2003, 2005, 2006
- Supercopa xipriota femenina (10): 1995, 1996, 1997, 1998, 1999, 2000, 2004, 2005, 2006, 2007

## Secció de bowling
Secció fundada el 1999 i membre de la Federació del Districte de Limassol. Juga al Galaktika Bowling Center.

### Palmarès
- Campionat de Limassol (2): 2006, 2008
- Copa de Limassol (5): 2003, 2004, 2005, 2007, 2008

## Secció de ciclisme
La secció de ciclisme es fundà el 2001 i és membre de la Federació del Districte de Limassol.

## Seccions desaparegudes
Altres seccions actualment desaparegudes foren:
- Hoquei sobre herba
- Handbol
- Voleibol masculí
- Waterpolo